# Karl Joseph Kinderfreund
Karl Joseph Kinderfreund (* 1793 in Schluckenau, Böhmen; † 8. April 1869 in Wien) war ein österreichischer Schriftsteller, Komponist und Musikpädagoge.

## Leben
Kinderfreund war Schüler von Wenzel Johann Tomaschek in Prag und anschließend dort als Musiklehrer tätig. Am 1. Oktober 1839 eröffnete er in der Prager Herrengasse ein eigenes „Musik-Institut“, für das er namhafte Lehrkräfte gewinnen konnte, darunter Robert Volkmann („für höheren Gesang“), Ignaz Tedesko (Klavier) und Wilhelm Hopp (Violine). 1844 stand seine Musikschule unter dem Protektorat des Fürsten Ferdinand von Lobkowitz (1797–1868), wobei er hier als „Ehrenbürger der Stadt Schluckenau“ genannt wird. Daneben wirkte er als Korrespondent für die von Adolf Bäuerle herausgegebene Wiener Theaterzeitung.
Um 1858 zog er selbst nach Wien und redigierte dort ab 1. Oktober 1859 die Zeitschrift Oesterreichische Signale für Theater, Kunst, Literatur, Musik, geselliges Leben, National-Oekonomie, Industrie, insbesondere auch für Geschichte zur Unterhaltung und Belehrung.
Im November 1868 stellte die Zeitschrift ihr Erscheinen ein, im selben Jahr wird Kinderfreund letztmals im Wiener Adressbuch genannt. Kurz darauf ist er im Alter von 73 Jahren gestorben.

## Werke
- Thalia’s und Euterpe’s Klagen. Nebst vermischten Episoden über Manches aus unserer Zeit, Wien: Leopold Grund 1850 Digitalisat
- Album für Geist und Herz, Wien: Selbstverlag 1852 Digitalisat
- Interessantes Portfolio. Eine Lektüre zur Belehrung und Unterhaltung für die reifere Jugend, Band 1, Wien: Selbstverlag 1854
- Stimme des Volkes, Prag: Spurny 1857 Digitalisat
- Kaiser Rudolph von Habsburg, der große Ahnherr unseres erhaben Kaiserhauses, herausgegeben zum Besten der verwundeten Krieger und der edlen Jugend des österreichischen Kaiserstaates gewidmet von Carl Josef Kinderfreund, Prag: Gerzabek 1859
- Das Fürstenhaus Esterhazy von Galantha, Wien: Cieslar 1860, Digitalisat
- Geschichts-Skizze der fünf Ferdinande, Regenten von Oesterreich-Habsburg und Lothringen. Mit besonderer Rücksicht auf Wien und Prag entworfen und den edlen Patrioten des Kaiserthums Oesterreich gewidmet, Wien: Leopold Sommer 1860 (Digitalisat)
- Das Fürstenhaus Lobkowitz. Mit einem Anhange: Das Banquett zu Raudnitz im Jahre 1811, Prag: Gerzabek 1860 (Digitalisat)
- Der kleine Historiker. Eine Lecture zur Unterhaltung und Belehrung für Jedermann, insbesondere für die reifere Jugend beiderlei Geschlechts, Wien: Sommer 1864 Digitalisat